# Circonscription autonomique de Fuerteventura
Ne doit pas être confondu avec Circonscription électorale de Fuerteventura.
La circonscription électorale de Fuerteventura est l'une des huit circonscriptions électorales des îles Canaries pour les élections au Parlement des Canaries.
Elle correspond géographiquement à l'île de Fuerteventura.

## Synthèse
| AP & alliés |       | 1 |   |   |   |   |   |   |   |   |   |   |  |  |  |
| CDS         |       | 2 | 2 | 1 |   |   |   |   |   |   |   |   |  |  |  |
| AM          |       | 3 | 3 | 2 |   |   |   |   |   |   |   |   |  |  |  |
| AIC         |       |   | 1 | 2 |   |   |   |   |   |   |   |   |  |  |  |
| PCN-IF      |       |   |   |   | 1 |   |   |   |   |   |   |   |  |  |  |
| PSOE        |       | 1 | 1 | 2 | 2 | 2 | 2 | 3 | 2 | 2 | 3 | 2 |  |  |  |
| CC          |       |   |   |   | 2 | 3 | 2 | 2 | 3 | 3 | 3 | 3 |  |  |  |
| PP          |       |   |   |   | 2 | 2 | 3 | 2 | 2 | 1 | 1 | 2 |  |  |  |
| Podemos     |       |   |   |   |   |   |   |   |   | 1 |   |   |  |  |  |
| NC          |       |   |   |   |   |   |   |   |   |   | 1 | 1 |  |  |  |
|             |       |   |   |   |   |   |   |   |   |   |   |   |  |  |  |
| Total       | Total | 7 | 7 | 7 | 7 | 7 | 7 | 7 | 7 | 7 | 8 | 8 |  |  |  |

## Résultats détaillés

### 1983
| Parti     | Parti | Députés élus                                                                    |
| --------- | ----- | ------------------------------------------------------------------------------- |
| AM        |       | Miguel Cabrera Cabrera, Antonio Rodríguez Marichal, Miguel Ángel Pizarro Lozano |
| CDS       |       | Domingo González Arroyo, Eugenio Cabrera Montelongo                             |
| AP-PDP-UL |       | Francisco José Alonso Valerón                                                   |
| PSOE      |       | Pedro Cabrera Hernández                                                         |

### 1987
| Parti  | Parti | Députés élus                                                                |
| ------ | ----- | --------------------------------------------------------------------------- |
| AM     |       | Miguel Cabrera Cabrera, Eustaquio Juan Santana Gil, Domingo Fuentes Curbelo |
| CDS    |       | Domingo González Arroyo, Eugenio Cabrera Montelongo                         |
| PSOE   |       | Francisco de León García                                                    |
| AIC-IF |       | Ildefonso Chacón Negrín                                                     |

### 1991
| Parti | Parti | Députés élus                                           |
| ----- | ----- | ------------------------------------------------------ |
| AM    |       | Miguel Cabrera Cabrera, Tomás Chocho García            |
| PSOE  |       | Eustaquio Juan Santana Gil, Olivia Estévez Santana     |
| AIC   |       | Ildefonso Chacón Negrín, Francisco José Alonso Valerón |
| CDS   |       | Eugenio Cabrera Montelongo                             |

### 1995
| Parti  | Parti | Députés élus                                             |
| ------ | ----- | -------------------------------------------------------- |
| CC     |       | José Miguel Barragán Cabrera, Eugenio Cabrera Montelongo |
| PSOE   |       | Eustaquio Juan Santana Gil, Olivia Estévez Santana       |
| PP     |       | Domingo González Arroyo, Guillermo Franquiz de León      |
| PCN-IF |       | Luis Fernando Lorenzo Mata                               |

- Olivia Estévez (PSOE) est remplacée en octobre 1997 par Rafael Perdomo Betancor.

### 1999
| Parti | Parti | Députés élus                                                                                 |
| ----- | ----- | -------------------------------------------------------------------------------------------- |
| CC    |       | José Miguel Barragán Cabrera, María Auxiliadora Morales Cedrés, Víctor Modesto Alonso Falcón |
| PSOE  |       | Eustaquio Juan Santana Gil, María del Carmen Hernández Hierro                                |
| PP    |       | Águeda Montelongo González, Domingo González Arroyo                                          |

- Águeda Montelongo (PP) est remplacée en avril 2000 par María Concepción López Cruz.

### 2003
| Parti | Parti | Députés élus                                                                     |
| ----- | ----- | -------------------------------------------------------------------------------- |
| PP    |       | Domingo González Arroyo, María Concepción López Cruz, Águeda Montelongo González |
| CC    |       | José Juan Herrera Velázquez, José Miguel Barragán Cabrera                        |
| PSOE  |       | Eustaquio Juan Santana Gil, Margarita Figueroa Martín                            |

- Águeda Montelongo (PP) est remplacée en juillet 2003 par Juan de San Genaro Santana Reyes.
  - Juan Santana (PP) est remplacé en mars 2004 par María de la Peña Armas Hernández.

### 2007
| Parti | Parti | Députés élus                                                                          |
| ----- | ----- | ------------------------------------------------------------------------------------- |
| PSOE  |       | Domingo Francisco Fuentes Curbelo, Olivia Estévez Santana, Rita Carmen Díaz Hernández |
| CC    |       | José Miguel Barragán Cabrera, Lidia Ester Padilla Perdomo                             |
| PP    |       | Águeda Montelongo González, Juan de San Genaro Santana Reyes                          |

### 2011
| Parti | Parti | Députés élus                                                                       |
| ----- | ----- | ---------------------------------------------------------------------------------- |
| CC    |       | Claudina Morales Rodríguez, José Miguel Barragán Cabrera, Nicolás Gutiérrez Oramas |
| PP    |       | Águeda Montelongo González, Juan de San Genaro Santana Reyes                       |
| PSOE  |       | Domingo Francisco Fuentes Curbelo, Belinda Ramírez Espinosa                        |

- Domingo Fuentes (PSOE) est remplacé en juillet 2011 par José Ignacio Álvaro Lavandera.
- Juan Santana (PP) est remplacé en juillet 2012 par Fernando Enseñat Bueno.

### 2015
| Parti   | Parti | Députés élus                                                                    |
| ------- | ----- | ------------------------------------------------------------------------------- |
| CC      |       | Mario Cabrera González, Nereida Calero Saavedra, Dolores Alicia García Martínez |
| PSOE    |       | Iñaki Álvaro Lavandera, Rosa Bella Cabrera Noda                                 |
| PP      |       | Águeda Montelongo González                                                      |
| Podemos |       | Natividad Arnaiz Martínez                                                       |

### 2019
| Parti | Parti | Députés élus                                                                |
| ----- | ----- | --------------------------------------------------------------------------- |
| CC    |       | Mario Cabrera González, Nereida Calero Saavedra, Jana María González Alonso |
| PSOE  |       | Iñaki Álvaro Lavandera, Rosa Bella Cabrera Noda, Pedro Sosa Sánchez         |
| PP    |       | Fernando Enseñat Bueno                                                      |
| NC    |       | Sandra Domínguez Hormiga                                                    |

### 2023
| Parti | Parti | Députés élus                                                                      |
| ----- | ----- | --------------------------------------------------------------------------------- |
| CC    |       | Mario Cabrera González, Jana María González Alonso, Natalia del Carmen Évora Soto |
| PSOE  |       | Manuel Hernández Cerezo, Rosa Bella Cabrera Noda                                  |
| PP    |       | Fernando Enseñat Bueno, María Isabel Saavedra Hierro                              |
| NC    |       | Natalia Esther Santana Santana                                                    |